# Zapaleri
Der Cerro Zapaleri ist ein erloschener Vulkan im Dreiländereck Bolivien-Chile-Argentinien am südlichen Ende der Cordillera de Lípez.
Er ist Teil des bolivianischen Departamento Potosí, der chilenischen Region Antofagasta und der argentinischen Provinz Jujuy. 
Der Zapaleri liegt im südlichen Teil des Nationalparks Eduardo Avaroa.